# Río Lapa
Pour les articles homonymes, voir Lapa.
Le río Lapa est un cours d'eau de l'Amazonie vénézuélienne. Situé dans l'État d'Amazonas, il est un sous affluent de l'Orénoque et se jette en rive gauche du río Cuao dont il est l'un des principaux affluents. Il prend sa source dans le massif de Cuao-Sipapo.